# 귀실씨

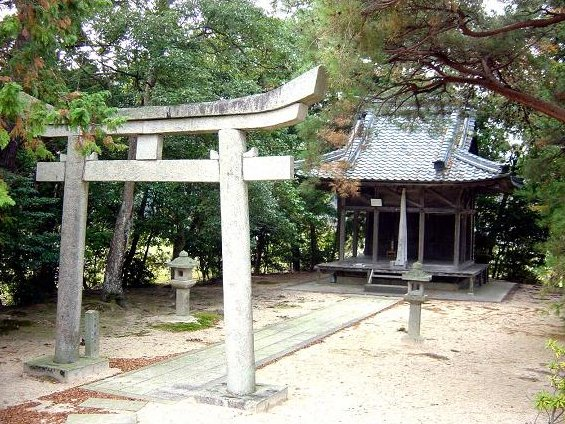
귀실집사를 모시는 일본의 귀실신사

귀실씨(鬼室氏)는 백제의 유력 가문이자, 성씨이다. 본래의 부여씨 방계 가문으로 추정되며, 백제가 멸망한 뒤 백제의 부흥운동까지 실패하자 귀실집사는 일본으로 건너가 장착했다.

## 같이 보기
- 한국의 역사
- 삼국 시대
- 백제
- 성왕 (백제)

## 참고 자료
- 홍원택(1994). Paekche of Korea and the Origin of Yamato Japan. Seoul: Kudara International.
- http://gias.snu.ac.kr/wthong/publication/paekche/eng/hi3-3.pdf
- http://gias.snu.ac.kr/wthong/publication/paekche/eng/hi2-3.pdf
- http://gias.snu.ac.kr/wthong/publication/paekche/eng/hi3-4.pdf

- 『新撰姓氏錄』에 기재된 鎭守將軍 후예 씨족의 出自改變
- 백제 귀실씨와 후예씨족